# Luka (vattendrag i Kongo-Kinshasa)
Luka är ett vattendrag i Kongo-Kinshasa, ett biflöde till Lowa. Det rinner genom provinserna Södra och Norra Kivu, i den centrala delen av landet, 1 400 km öster om huvudstaden Kinshasa.